# 舟越保武

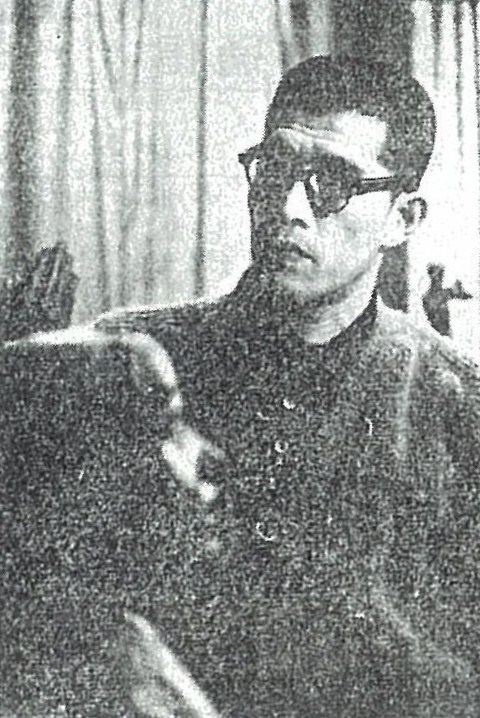
舟越保武 (1962)

舟越保武（日语：／ Funakoshi Yasutake ?，1912年12月7日—2002年2月5日）和佐藤忠良同為二戰後日本代表性的雕塑家，除此之外，他同時也是藝術團體新製作協會的創始會員之一、東京藝術大學名譽教授。他和文化學院出身的畫家妻子道子共育有6子，其中次男舟越桂、三男舟越直木都是目前日本相當活躍的雕刻家。

## 生平簡歷
1912年12月7日，舟越出生於岩手縣二戶郡一戶町小鳥谷，親父乃虔誠的天主教徒。就讀縣立盛岡中學校（現改稱岩手縣立盛岡第一高等學校），與昭和時期名西洋畫家松本竣介是同學，在閱讀高村光太郎翻譯的《羅丹的話語》後深受感動，遂立志成為雕塑家。1939年就讀東京美術學校（現改稱東京藝術大學）雕塑科，此時遇見了終生摯友佐藤忠良，兩人深深左右了二戰後日本的雕塑藝術界。畢業後自學石雕技巧，發表了一些受到矚目的作品。1950年他的長男出生不久後夭折，深受打擊的他受洗成為天主教徒，自此多以天主教及基督教的受難者作為創作題材。
1967年至1980年間在東京藝術大學教書，後來改赴多摩美術大學授課；1986年獲得東京藝術大學名譽教授。1987年發生中風，右半身無法自主活動，於是開始復健，直到過世前仍持續以左手創作。2002年2月5日因多器官衰竭而去世，享壽89歲。

## 主要作品與得獎紀錄
- 1962年：《長崎26殉教者紀念像》獲得高村光太郎獎。
- 1972年：以島原之亂題材做發想的《原之城》，獲得中原悌二郎獎。
- 1973年：《原之城》獲得保祿六世頒發「大聖格雷戈里奧騎士團長勳章」（大聖グレゴリオ騎士団長勲章）。
- 1975年：以達米盎神父為藍本創作《病醜的達米盎》。
- 1977年：《道東的四季 －春－》獲得長谷川獎，現設置於北海道釧路市的幣舞橋。
- 1978年：獲得「藝術選獎文部大臣獎」。
- 1983年：《巨岩與花瓣》獲得日本散文家俱樂部獎（日语：日本エッセイスト・クラブ賞）。
- 1984年：獲頒勲四等旭日小綬章。
- 1999年：獲得文化功勞者之表揚。
- 2002年：敘從四位，賜銀杯一組。

## 主要作品的設置處
- 《拿蘋果的少年》（リンゴをもつ少年），1965年作，Estacion de Kobe（エスタシオン・デ・神戸）戶外，神戸市中央區辯天町2番8號。
- 《辰子像》（たつこ像），1968年作，秋田縣仙北市田澤湖畔
- 《安娜》（アンナ），1969年作，地點同《拿蘋果的少年》。
- 《LOLA》，1980年作，神戶市公所1號館內，神戶市中央區加納町六丁目5番1號。
- 《尚恩》（シオン），1979年作，神戶市公所戶外靠西側花兒路（フラワーロード）。

## 內部連結
- 長崎26殉教者紀念像
- 佐藤忠良